# Glaphyridae
Glaphyridae es una familia de coleópteros polífagos perteneciente a la superfamilia Scarabaeoidea.

## Géneros
Lista de géneros incluidos en Glaphyridae:
- Subfamilia: Cretoglaphyrinae Nikolajev, 2005 † 
  - Género: Cretoglaphyrus Nikolajev, 2005 †
- Subfamilia: Glaphyrinae MacLeay, 1819 
  - Géneros:
- Amphicoma Latreille, 1807
- Anthypna Latreille, 1807
- Arctodium Burmeister, 1844
- Cratoscelis Erichson, 1835
- Eulasia Warren, 1902
- Glaphyrus Latreille, 1807
- Lichnanthe Burmeister, 1844
- Lichnia Erichson, 1835
- Pygopleurus Motschulsky, 1860